# Brzeziny
Brzeziny este un oraș în Polonia.

## Orașe înfrățite
- Saint-Alban, Haute-Garonne, Franța, din 2010
- Salgareda, Italia, din 2010